# Virologie
Virusologia sau virologia este știința ce se ocupă cu studierea tipurilor de virus și acțiunea lor asupra organismelor vii. Este considerată de mulți cercetători parte a microbiologiei. 

## Istoria virusologiei
Unele studii asupra virușilor existau încă în antichitate, când oamenii nu numai că știau de existența unor mici făpturi care puteau provoca așa maladii ca variola sau poliomelita, dar unii chiar încercau să găsească un antidot contra acestor maladii. De exemplu, în China era foarte răspândită variola, și unii medici știau că oamenii care au mai fost bolnavi de această maladie nu se mai îmbolnăveau, așa că ei făceau antidoturi pe baza crustelor pielii celor imuni. Adevărata imunizare a fost descoperită de Edward Jenner în 1796. Evenimente notabile în istoria virusologiei:
| Anul evenimentului | Evenimentul |
| 1000 î.Chr         | Practicarea variolizării (metodă neeficientă) |
| 1796               | E.Jenner folosește virusul variolei taurinelor pentru a vaccina contra variolei umane (primul vaccin eficient) |
| 1885               | L. Pasteur experimentează cu vaccinul antirabic. Folosește pentru prima oară termenul virus pentru a descrie agentul |
| 1886               | Mayer demonstrează infectivitatea VirTutMoz |
| 1892               | Dmitri Ivanovski arată că extractele de la plantele bolnave puteau transmite boala la alte plante folosind filtre ceramice destul de fine ca să rețină chiar și cele mai mici bacterii. Astfel, el primul face diferența dintre viruși și alți agenți de îmbolnăvire, precum bacteriile, punând bazele virologiei |
| 1898               | Martinus Beijenerinick confirmă și extinde teoria lui Ivanovski |
| 1900               | Walter Reed arată că frigurile galbene sunt transmise de țânțari, demonstrând că virușii pot fi transmiși prin intermediul altor organisme |
| 1908               | Karl Landsteiner și Erwin Popper arată că poliomelita este cauzată de un virus, demonstrând că virușii pot afecta și oamenii |
| 1911               | Francis Peyton Rous arată că un virus cauzează cancer la găini, demonstrând că unele forme ale cancerului poate fi cauzat de viruși |
| 1917               | Felix d'Herelle descoperă virușii, ce infectează bacteriile și propune termenul de bacteriofag |
| 1933               | Izolarea virusului gripei umane de către Smith și Andrewes |
| 1935               | Wendall Stanley cristalizează VirTutMoz |
| 1938               | Teste asupra vaccinului frigurilor galebene făcut de Max Theiler arată succes |
| 1940               | Helmuth Ruska, folosind un microscop electronic, vizualizează direct virusul pentru prima oară |
| 1949               | John Enders, Thomas Weller și Frederick Robbinds au crescut poliovirus in vitro folosind o cultură de țesut uman. Metoda lor este folosită la izolarea virușilor |
| 1950               | André Lwoff propune termenul de profag |
| 1957               | Alick Isaacs și Jean Lindenmann descoperă interferonul |
| 1963               | Baruch Blumberg descoperă virusul hepatitei B, descoperind mai apoi un vaccin eficient împotriva acestui virus și, după părerea unor cercetători, primul vaccin anticancerigen (cancer al ficatului) |
| 1967               | Theodor Diener descoperă viroidul |
| 1972               | Paul Berg prima moleculă recombinantă ADN |
| 1979               | Variola este declarată erdicată |
| 1981               | SIDA este depistată |
| 1983               | Luc Montaigner și Robert Gallo descoperă virusul HIV, agent cauzator al SIDA |
| 1985               | Departamentul De Agricultură al SUA dă prima licență pentru comercializarea unui produs modificat genetic |
| 1989               | Virusul hepatitei C este identificat |